# Konsza Samu
Konsza Samu (Nagybacon, 1887. december 15. – Sepsiszentgyörgy, 1971. szeptember 15.) magyar pedagógus, magyar nyelvész, néprajzkutató.

## Életútja
Elemi iskoláit szülőfalujában, középiskoláit a székelyudvarhelyi Református Kollégiumban végezte, 1913-ban a budapesti egyetemen szerzett magyar-latin szakos tanári oklevelet. 1912-től a szászvárosi Kun Kollégiumban tanított. Részt vett az első világháborúban, ahol megsérült. Ekkor ezt írta:
Soká feküdtem gyötrő lázba,

Már elmenőbe, visszavágyva.

Aztán valahogy itt maradtam.

Lassan-lassan elmúlt a lázam,

S egyszer csak elhagyám az ágyam

Sok vívás és csalódásokra.

Kezembe pálca: indulhatok,

Hazamegyek én a falumba.
Amikor felgyógyult, a katonák ruháit vizsgáló részlegen dolgozott. Itt a katonák zsebeiben talált énekek hatására lett néprajzkutató. A háború után visszatért Szászvárosba, tanítani, majd 1925-től 1948-ig a sepsiszentgyörgyi Székely Mikó Kollégiumban tanár (1943–44-ben igazgató), 1948 és 1957 között nyugdíjas tanár (könyvtáros) volt.

## Munkássága
Nagybacon nyelvjárása (Budapest, 1916) című doktori értekezését a Magyar Nyelvőrben (1916–18) néhány nyelvjárási tanulmánya, majd az EME Vándorgyűlésének Emlékkönyvében (1934), az Erdélyi Múzeumban (1938–39) és a Művelődésben (1968) főként népköltészeti közleményei követték. Ifjúkori gyűjtését kiszélesítve, 1927-től diákjainak bevonásával a megye jó részére kiterjedő gyűjtőmozgalmat szervezett. Ennek eredménye három évtized múlva a Háromszéki magyar népköltészet (Marosvásárhely, 1957): több mint 60 helységből 1675 népköltészeti alkotással (mesék, balladák, dalok, gyermekjátékok, lakodalmi költészet, köszöntők, mondókák, táncszók, közmondások, találós kérdések, írott versek) a mai napig a romániai magyar folklór egyik leggazdagabb és legátfogóbb megyei gyűjteménye. Ennek mese-fejezetéből állította össze utóbb A szegény ember kincse (1969) című népszerű válogatását. 80 éves korában volt iskolájának diákjai Gyökerek című lapjuk emlékszámával ünnepelték.